# La vida empieza hoy
Pour plus de détails, voir Fiche technique et Distribution.
La vida empieza hoy est un film espagnol réalisé par Laura Mañá, sorti en 2010.

## Synopsis
Un groupe de retraités se réunit pour des cours de sexe où on leur rappelle qu'ils ont encore le temps de profiter du plaisir. Là, ils apprennent les uns des autres, ils parlent de leurs expériences ... Olga (Rosa María Sardá), l'enseignante, les aide à faire face aux problèmes engendrés par l'âge. Pour cela, ils devront faire leurs devoirs : apprendre à se regarder dans le miroir, consacrer 20 minutes au plaisir ... « Le sexe c'est la vie », leur dit-elle, « parce que le sexe a à voir avec les sensations, et on n'arrête jamais de ressentir . »

## Fiche technique
- Titre : La vida empieza hoy
- Réalisation : Laura Mañá
- Scénario : Alicia Luna (es), Laura Mañá
- Photographie :  Mario Montero
- Montage :  Lucas Nolla
- Musique : Xavier Capellas
- Direction artistique : Balter Gallart
- Décors :
- Costumes :  María Gil
- Effets spéciaux : Enric Masip
- Casting : Sara Bilbatua, Laura Cepeda
- Producteur délégué : Antoni Camín
- Producteur exécutif : Quique Camín
- Sociétés de production :  Institut Català de les Indústries Culturals (ICIC), Institut officiel de crédit (ICO), Instituto de la Cinematografía y de las Artes Audiovisuales (ICAA), Ovídeo TV S.A., Televisió de Catalunya (TV3), Televisión Española (TVE)
- Société de distribution :
- Pays d'origine :   Espagne
- Langue :  Espagnol
- Budget :
- Tournage :
- Format : Couleur
- Genre : Comédie
- Durée : 90 minutes (1 h 30)
- Dates de sortie :
  -  Espagne : 21 avril 2010 (Festival du cinéma espagnol de Malaga) / 25 juin 2010 (sortie nationale)
  -  France : 2 octobre 2010 (Festival du film espagnol Cinespaña de Toulouse) / 20 mars 2011 (Festival Les Reflets du cinéma ibérique et latino-américain de Villeurbanne)
  -  Brésil : 23 septembre 2005 (Festival international du film de Rio de Janeiro)

## Distribution
- Pilar Bardem : Juanita
- Rosa María Sardá : Olga
- María Barranco : Nina
- Lluís Marco (es) : Pepe
- Mariana Cordero (es) : Rosita
- Sonsoles Benedicto : Herminia
- Osvaldo Santoro (es) : Julián
- Eduardo Blanco (es) : Alfredo
- Marc Martínez (es) : José
- Sílvia Sabaté : Nuria
- Blanca Apilánez (es) : Silvia

## Récompenses et distinctions
- 2010 : Prix de la critique au Festival du cinéma espagnol de Malaga
- 2010 : Violette d'Or de la meilleure actrice pour Pilar Bardem, Rosa Maria Sardà, María Barranco, Sonsoles Benedicto et Mariana Cordero (es) au Festival du film espagnol Cinespaña de Toulouse
- 2010 : Prix de la meilleure actrice de l'Unión de Actores y Actrices pour Sonsoles Benedicto